# باشگاه فوتبال المپیک کاین
المپیک کاین یک باشگاه فوتبال از گویان فرانسه است که در کاین واقع شده است. این باشگاه در لیگ گویان، بالاترین سطح فوتبال گویان فرانسه، رقابت می‌کند.